# Jermell Charlo
Jermell De'Avante Charlo (Richmond, 19 maggio 1990) è un pugile statunitense.
Soprannominato "Iron Man", è due volte campione del mondo e attuale campione indiscusso dei pesi superwelter (titoli mondiali WBC, WBA (Super), IBF e WBO). È inoltre detentore dei titoli mondiali The Ring e lineare dei pesi superwelter.
È fratello gemello di Jermall, anch'egli pugile e campione del mondo. I fratelli Charlo costituiscono la seconda coppia di gemelli nella storia del pugilato, dopo i thailandesi Khaosai e Khaokor Galaxy, ad aver posseduto contemporaneamente dei titoli mondiali.

## Carriera professionale
Charlo compie il suo debutto professionale l'8 dicembre 2007, all'età di 17 anni, sconfiggendo il connazionale Corey Sommerville ai punti dopo quattro round.
Il 21 maggio 2016 si fregia del titolo vacante WBC dei pesi superwelter fermando a Las Vegas l'americo-verginiano John Jackson in otto riprese. Dopo tre difese del titolo, rispettivamente contro Charles Hatley, Erickson Lubin e Austin Trout, il 22 dicembre 2018 – giorno che vedrà il gemello Jermall combattere sullo stesso ring per il mondiale ad interim dei medi – perde la cintura a favore del connazionale Tony Harrison tramite decisione unanime dei giudici.